# Xylophagus rufipes
Xylophagus rufipes är en tvåvingeart som beskrevs av Friedrich Hermann Loew 1869. Xylophagus rufipes ingår i släktet Xylophagus och familjen vedflugor. Inga underarter finns listade i Catalogue of Life.